# Гестер Вітвут
Гестер Вітвут (нід. Hester Witvoet; нар. 7 липня 1967) — колишня нідерландська тенісистка.
Найвищу одиночну позицію світового рейтингу — 64 місце досягла 2 січня 1989, парну — 91 місце — 21 листопада 1988 року.
Здобула 3 одиночні та 3 парні титули туру ITF.
Найвищим досягненням на турнірах Великого шолома було 2 коло в одиночному та парному розрядах.

## Фінали ITF

### Одиночний розряд (3–1)
| Результат | Ранг | Дата            | Турнір                     | Покриття | Суперниця     | Рахунок       |
| --------- | ---- | --------------- | -------------------------- | -------- | ------------- | ------------- |
| Перемога  | 1.   | 6 квітня 1987   | Арад (Ізраїль), Ізраїль    | Тверде   | Ілана Бергер  | 6–2, 6–1      |
| Поразка   | 1.   | 31 травня 1987  | Бад-Гастайн, Австрія       | Ґрунт    | Петра Шварц   | 6–2, 6–7, 1–6 |
| Перемога  | 2.   | 27 вересня 1987 | Шибеник (місто), Югославія | Ґрунт    | Юнна Юнеруп   | 6–3, 6–0      |
| Перемога  | 3.   | 5 жовтня 1987   | Рабаць, Югославія          | Ґрунт    | Леона Ласкова | 6–3, 6–2      |

### Парний розряд (3–1)
| Результат | Ранг | Дата            | Турнір                     | Покриття | Партнерка           | Суперниці                    | Рахунок  |
| --------- | ---- | --------------- | -------------------------- | -------- | ------------------- | ---------------------------- | -------- |
| Поразка   | 1.   | 30 березня 1987 | Арад (Ізраїль), Ізраїль    | Тверде   | Тітія Вілмінк       | Ілана Бергер Yael Shavit     | 3–6, 2–6 |
| Перемога  | 1.   | 7 квітня 1987   | Хайфа, Ізраїль             | Тверде   | Тітія Вілмінк       | Хрістіне Гайн Евелін Ларвіґ  | 6–1, 7–6 |
| Перемога  | 2.   | 31 травня 1987  | Бад-Гастайн, Австрія       | Ґрунт    | Ївонне дер Кіндерен | Каталін Дарваш Ріта Ковачич  | 6–2, 6–0 |
| Перемога  | 3.   | 21 вересня 1987 | Шибеник (місто), Югославія | Ґрунт    | Ївонне дер Кіндерен | Юнна Юнеруп Марія Страндлунд | 6–3, 6–3 |